# Charles Arden-Clarke
Sir Charles Arden-Clarke (ur. 1898, zm. 1962) – brytyjski administrator kolonialny, najbardziej znany jako ostatni gubernator Złotego Wybrzeża, którym był w latach 1949–1957. Był także jednym z głównych negocjatorów po stronie brytyjskiej w czasie procesu politycznego, który doprowadził do powstania w miejsce tej kolonii niepodległej Ghany (przywódcą ruchu niepodległościowego był Kwame Nkrumah). Swoje doświadczenia z tego okresu opisał później w artykule opublikowanym na łamach International Affairs. Przez trzy miesiące zajmował następnie stanowisku gubernatora generalnego nowego państwa. Wcześniej pracował w administracji kolonialnej Beczuany, gdzie był tzw. komisarzem rezydentem (1937-1942), a także na Borneo, gdzie był gubernatorem kolonii Sarawak (1946-49).